# John Tveiten
John Olav Tveiten (ur. 15 listopada 1933 w Notodden, zm. 23 listopada 1994 tamże) – norweski zapaśnik walczący w stylu klasycznym. Olimpijczyk z Rzymu 1960, gdzie zajął 23. miejsce w wadze koguciej do 57 kg.

## Letnie Igrzyska Olimpijskie 1960
| Konkurencja                  | Walki                  | Walki               | Klas. końcowa |
| Konkurencja                  | Pierwsza runda         | Druga runda         | Miejsce       |
| ---------------------------- | ---------------------- | ------------------- | ------------- |
| styl klasyczny, waga kogucia | Oleg Karawajew (USR) P | Ewald Tauer (GER) P | XXIII         |